# Тедді (стадіон)
«Тедді» (івр. אצטדיון טדי, Itztadion Teddy) — футбольний стадіон у Єрусалимі, Ізраїль. В даний час три місцеві команди використовують стадіон для проведення домашніх матчів — «Бейтар», «Хапоель» і «Хапоель Катамон».

## Історія
Стадіон названий на честь мера Єрусалиму Тедді Коллека, який займав цю посаду під час будівництва стадіону і був одним з його головних захисників.
На перших порах були побудовані тільки західна і східна трибуни, і місткість стадіону становила 13 000 глядачів. У 1999 році завершилися роботи на північній трибуні, і місткість збільшилася до 21 600 глядачів.
«Тедді» є одним з найновіших стадіонів в Ізраїлі і одним з небагатьох, який відповідає всім європейським стандартам. Він зручний для інвалідів, має сучасні душові, а також просторі уступчасті трибуни — комбінацію, яку дуже важко знайти на ізраїльських стадіонах. Поруч зі стадіоном розташовуються 5000 паркувальних місць, і він з'єднаний зі своїм паркувальним комплексом пішохідним мостом.
Маючи трибуни, які близько примикають до поля, і чудову акустику, стадіон «Тедді» приймав різні матчі збірної Ізраїлю. На «Тедді» також пройшли частина домашніх матчів збірної Ізраїлю у відбірковому турнірі чемпіонату Європи 2016.
У 2013 році була побудована південна трибуна на 12 000 місць, яка збільшила кількість глядачів до 31 733. Надалі планувалось збільшити місткість стадіону до 50 000 глядачів і у лютому 2019 року розпочався другий етап реконструкції.
У 2013 році стадіон прийняв матчі молодіжного чемпіонату Європи, включаючи фінал.

## Галерея

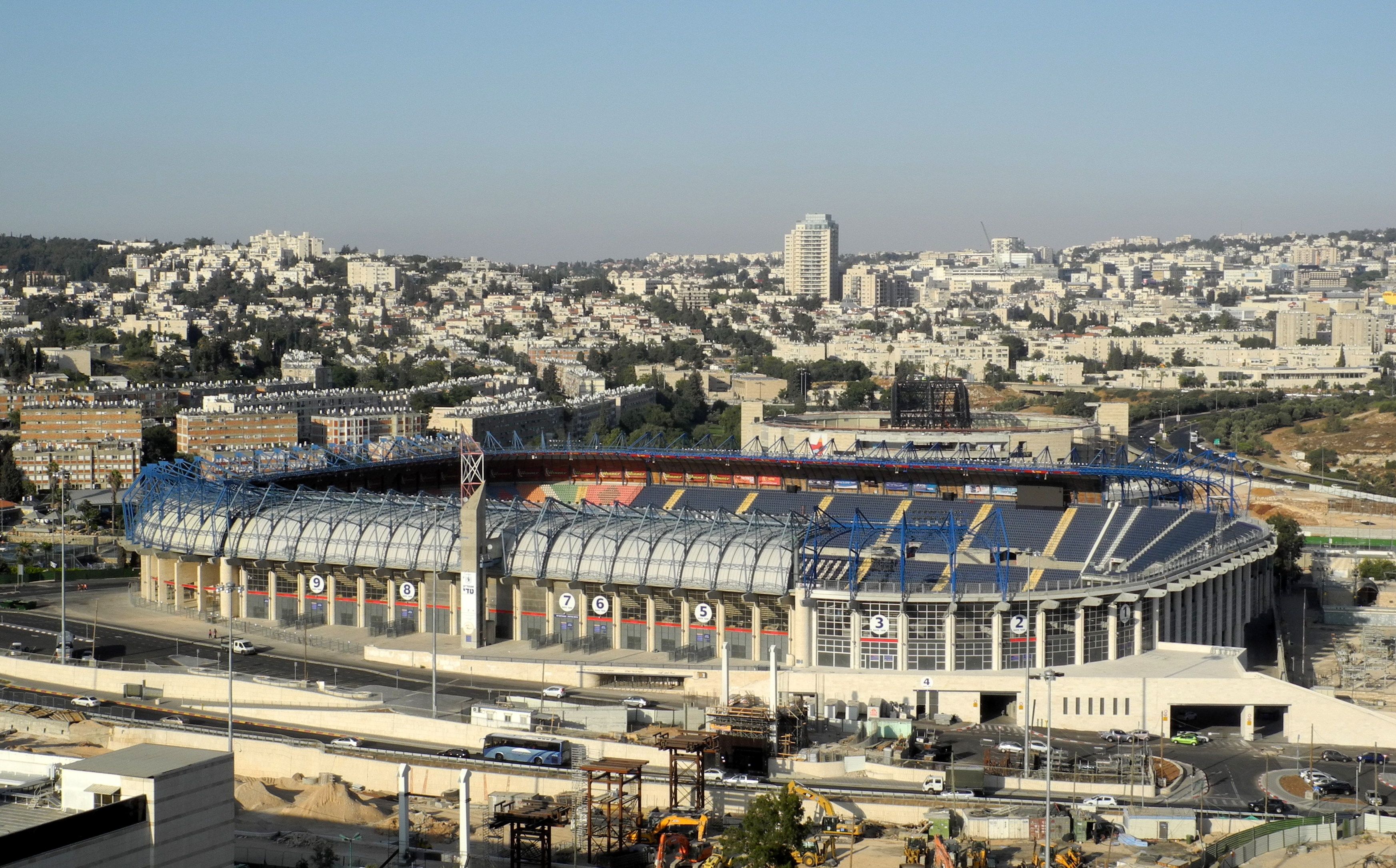
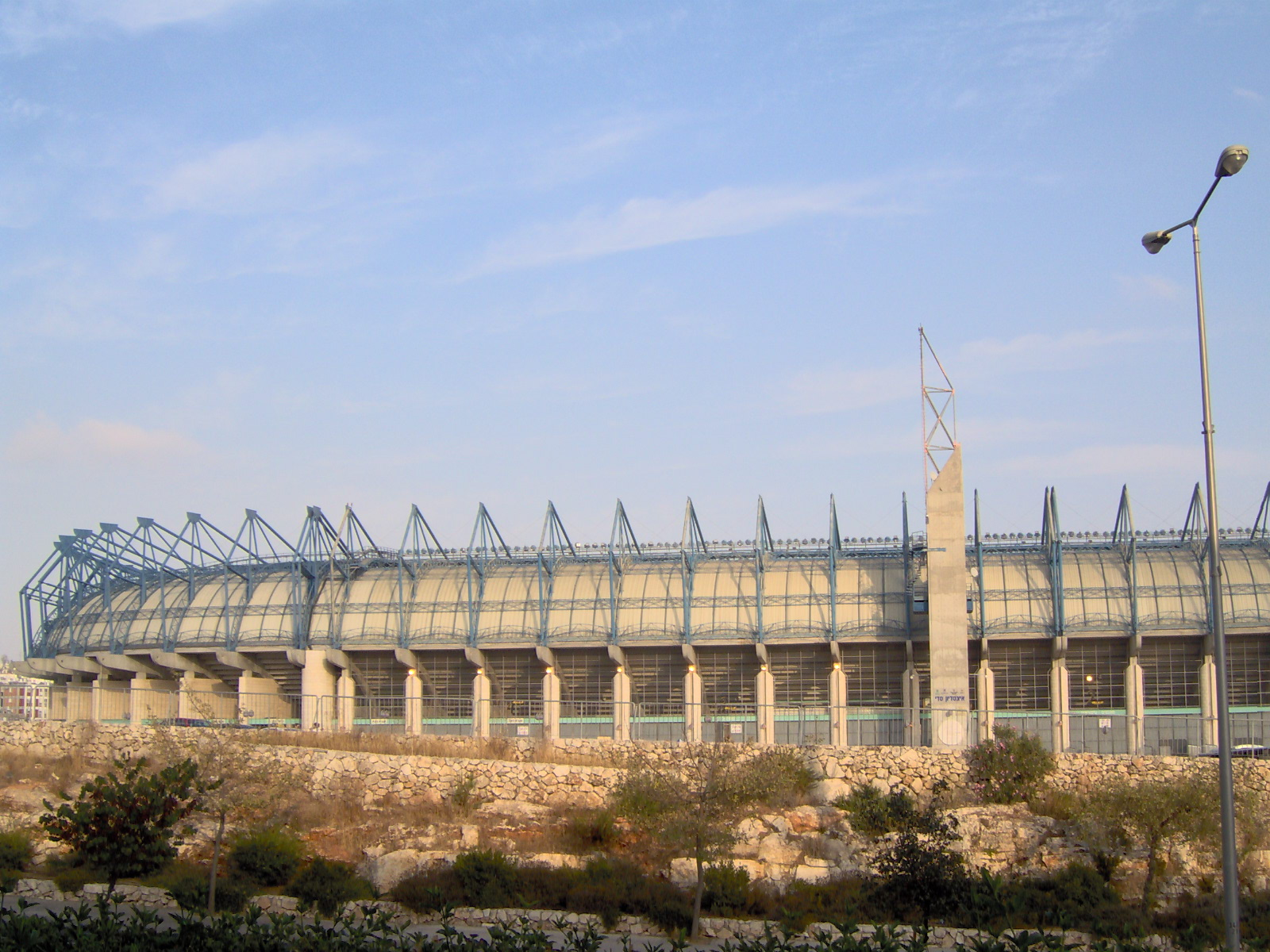
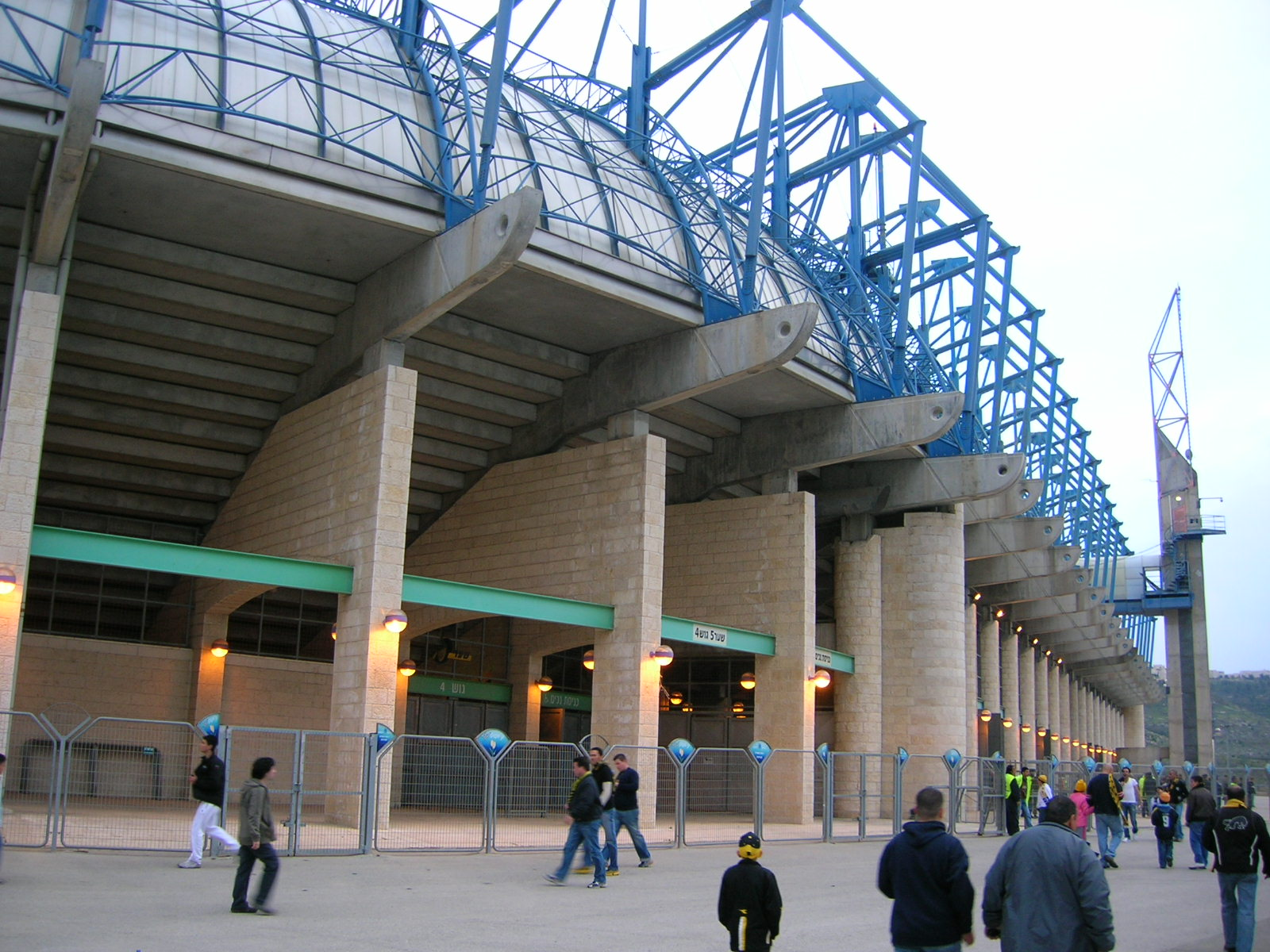
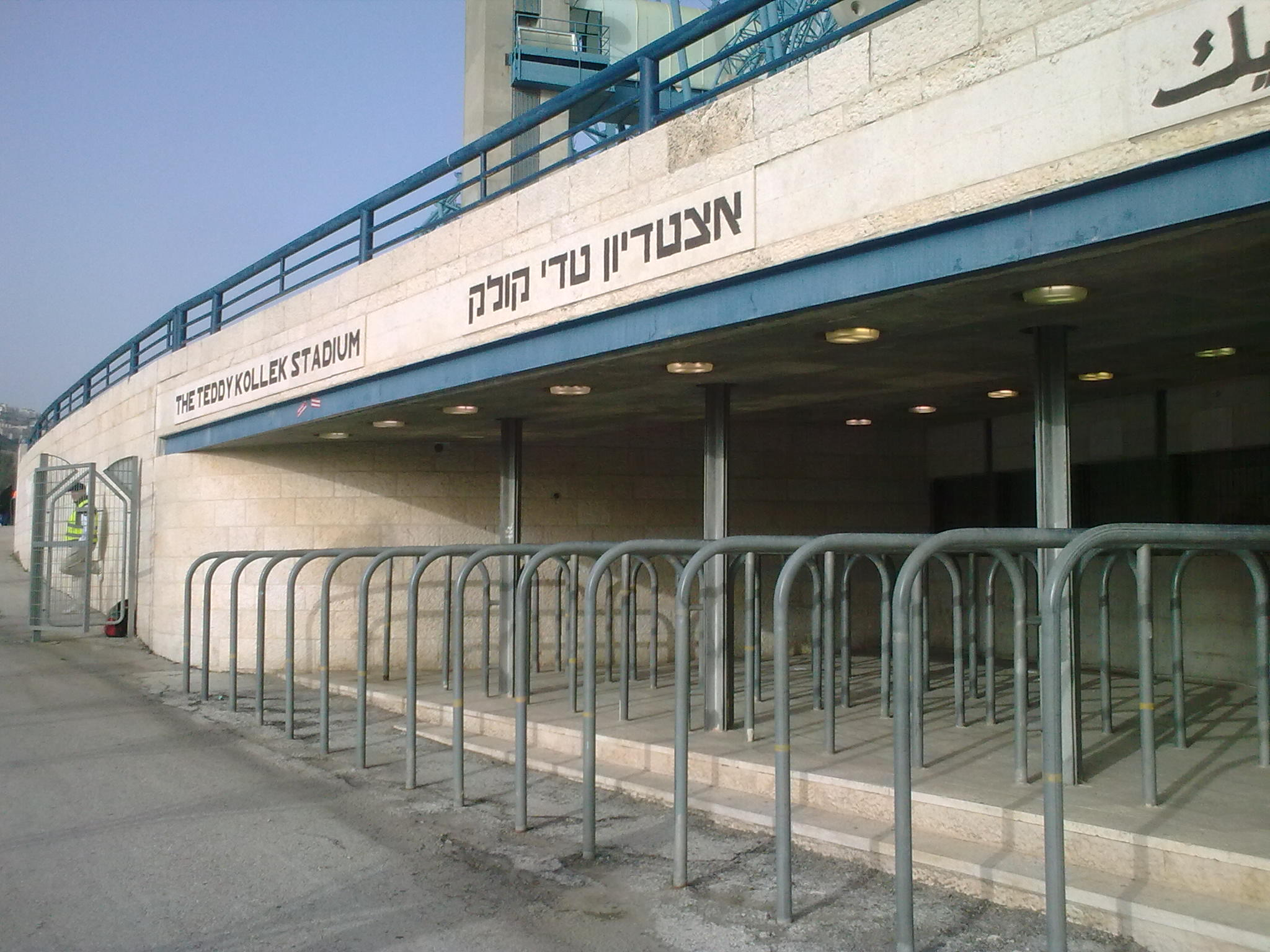
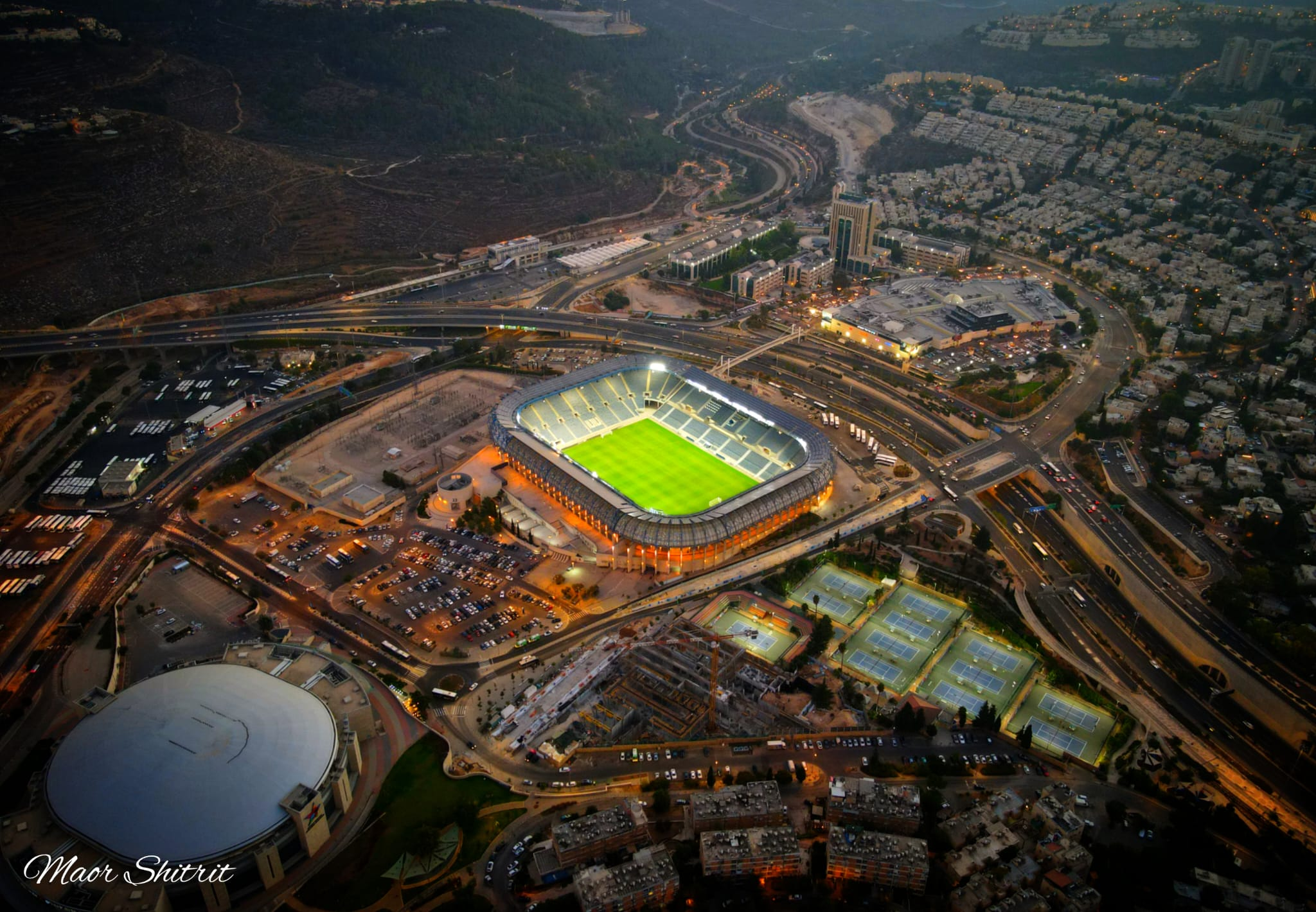